# Enrique Peñaranda
Enrique Peñaranda del Castillo, né le 15 novembre 1892 à La Paz (Bolivie) et mort le 22 décembre 1969 à Madrid (Espagne), est un général et homme d'État bolivien. Il est président de la Bolivie entre 1940 et 1943.